# Attaque de l'ambassade d'Israël à Belgrade en 2024
L'attaque contre l'ambassade d'Israël à Belgrade, capitale de la Serbie, a lieu le 29 juin 2024. Elle est perpétrée par Miloš Žujović, un partisan de l’État islamique et converti à l'islam, blesse un gendarme serbe avec une arbalète qui riposte et le tue.

## Attaque
L'ambassade d'Israël à Belgrade est située dans le quartier riche de Dedinje. Selon le ministre de l'Intérieur Ivica Dačić, l'agresseur s'était approché d'un petit bâtiment près de l'ambassade vers 11 h 00, demandant s'il y avait un musée. L'agresseur avait alors ouvert la porte du petit bâtiment et tiré avec une arbalète, blessant au cou le gendarme serbe qui gardait l'ambassade. L'officier a riposté et a tué l'agresseur,,,.

## Auteurs et conséquences
L'auteur est identifié comme étant Miloš Žujović (serbe en écriture cyrillique : Милош Жујовић ; né en 1999), également connu sous son nom musulman Salahudin, un habitant de Mladenovac qui s'est converti à l'islam et a rejoint le mouvement wahhabite. Après sa conversion à l'islam, Žujović déménage dans la ville à majorité musulmane de Novi Pazar avec sa femme originaire de Plav, au Monténégro. Le ministre de l'Intérieur, Ivica Dačić, qualifie l'incident d'attaque terroriste, déclarant un niveau de menace rouge contre le terrorisme. Le même jour, un coauteur présumé et un islamiste radical notoire, Igor Despotović, est arrêté à Belgrade. Comme indiqué, Despotović a eu une communication longue et continue avec Žujović et a déjà été condamné auparavant pour incitation à des attaques terroristes et apologie du terrorisme islamiste.
Avant l'attaque, Žujović enregistre un message vidéo pour sa femme, mentionnant « les Israéliens tuant des musulmans », faisant allusion à la guerre entre Israël et le Hamas.
Après l'attaque, le président serbe Aleksandar Vučić rend visite au gendarme blessé Miloš Jevremović à l'hôpital et condamne l'attaque. Vučić déclare que les autorités recherchaient davantage de co-auteurs.
L'opération policière s'est poursuivie les jours suivants, avec l'arrestation de Kemal Begović, de Novi Pazar, et de Haris Šund, un citoyen de Bosnie-Herzégovine, soupçonné d'avoir des liens avec des extrémistes islamistes. Il a été signalé que, entre autres, des symboles de l'État islamique et un message vidéo d'allégeance à cette organisation appartenant aux personnes arrêtées ont été retrouvés.
Le 4 juillet 2024, le journal Al-Naba, contrôlé par l’État islamique, publie son 450e numéro dans lequel il revendique la responsabilité de l’attaque contre l’ambassade israélienne, avec une image de Miloš Žujović prêtant allégeance à l’État islamique, sous le titre « Ils sont nous et nous sommes eux. »